# Ледяна (гора)
Ледяна — гора в Олюторському районі Камчатського краю, найвища вершина Коряцького нагір'я. Є у складі гірського хребта Укелаят. З 1991 року — пам'ятка природи місцевого значення.
Вершина гори є куполом, вкритий льодовиками. Висота гори 2453 м над рівнем моря (за іншими даними — 2562 м ). Від Ледяної відходять хребти Пікась, Укелаят, Сніговий.
Ледяна й Укелаят є центром заледеніння, тут лежать 344 льодовики площею 102,5 км. У відрогах гори беруть початок кілька річок, зокрема Пахача, Апука, Велика.